# Hengrundet
Henrundet är ett naturreservat i Arboga kommun i Västmanlands län.
Området är naturskyddat sedan 1971 och är 1 hektar stort. Reservatet omfattar en ö med detta namn i Hjälmaren med en skog som består av klibbal, asp och björkar.